# Scintilla
Scintilla — компонент редактирования с открытым исходным кодом для Microsoft Windows и Linux с GTK+, разработанный Нейлом Ходжсоном (англ. Neil Hodgson).

## Особенности
Основное предназначение Scintilla — редактирование исходных текстов программ. Для этого он имеет ряд специальных возможностей:
- Отображение номеров строк.
- Сворачивание структурных блоков текста (классов, функций, циклов и т. п.).
- Подсветка синтаксиса для разных языков программирования и разметки данных, причём могут одновременно использоваться разные шрифты, как моноширинные, так и пропорциональные.
- Автоматическая установка отступов.
- Подсветка парных или непарных (незакрытых) скобок.
- Автоматическое завершение используемых в файле имён типов, функций, переменных.
- Всплывающие подсказки о параметрах функций.
- Установка закладок.
- поддержка Юникода.

## Совместимость
Компонент Scintilla распространяется в виде DLL-библиотеки, а также исходных текстов на C++ и может быть скомпилирован:
- для GNU/Linux с помощью компилятора GCC версии не ниже 3.1 и
- для Microsoft Windows с использованием следующих компиляторов:
  - Microsoft Visual Studio .NET 2003.
  - MinGW C++.
  - Borland C++ Builder.
  - Borland C++ Compiler 5.5.

На Linux использует библиотеку GTK+, на Windows — Windows API.

## Использование
Существуют по меньшей мере десятки приложений, использующих Scintilla.
Известные приложения, использующие Scintilla:
- SciTE — текстовый редактор, который первоначально был создан для демонстрации возможностей Scintilla.
- Notepad++ — текстовый редактор для Microsoft Windows.
- Geany — легковесная кроссплатформенная интегрированная среда разработки.
- FbEdit — среда разработки под Windows для языка FreeBasic.
- Code::Blocks — кроссплатформенная интегрированная среда разработки с открытым исходным кодом.
- CodeLite — свободная кроссплатформенная среда разработки программного обеспечения для языка C/C++ с открытым исходным кодом.
- FlashDevelop — открытая среда разработки RIA Flex, Flash, Haxe для Microsoft Windows.
- Aegisub[5] — кроссплатформенный редактор субтитров.
- Notepad2 — текстовый редактор для Microsoft Windows, как замена стандартному приложению Блокнот.
- PureBasic IDE — кроссплатформенная интегрированная среда разработки для языка PureBasic.
- MySQL Workbench — инструмент для визуального проектирования баз данных.
- Visual Prolog — Visual Prolog.
- µVision (начиная с версии 4.53.0.4) — интегрированная среда разработки для микроконтроллеров.
- TortoiseGit — визуальный клиент системы управления исходными кодами программ git.

## История развития
- Первая опубликованная версия Beta 0.80 выпущена 14 марта 1999 года.
- Версия 1.0 была выпущена 28 сентября 1999 г.
- Версия 2.0 была выпущена 11 августа 2009 г.
- Версия 3.0 была выпущена 1 ноября 2011 г.
- Текущая версия — 4.2.0, выпущена 5 июля 2019 г[6].